# Liên Vị
Liên Vị là một xã thuộc thị xã Quảng Yên, tỉnh Quảng Ninh, Việt Nam.
Xã Liên Vị có diện tích 32,58 km², dân số năm 1999 là 8676 người, mật độ dân số đạt 266 người/km².